# Haplostomella halocynthiae
Haplostomella halocynthiae is een eenoogkreeftjessoort uit de familie van de Botryllophilidae. De wetenschappelijke naam van de soort is voor het eerst geldig gepubliceerd in 1965 door Fukui.